# Martin-Kilian-Brücke

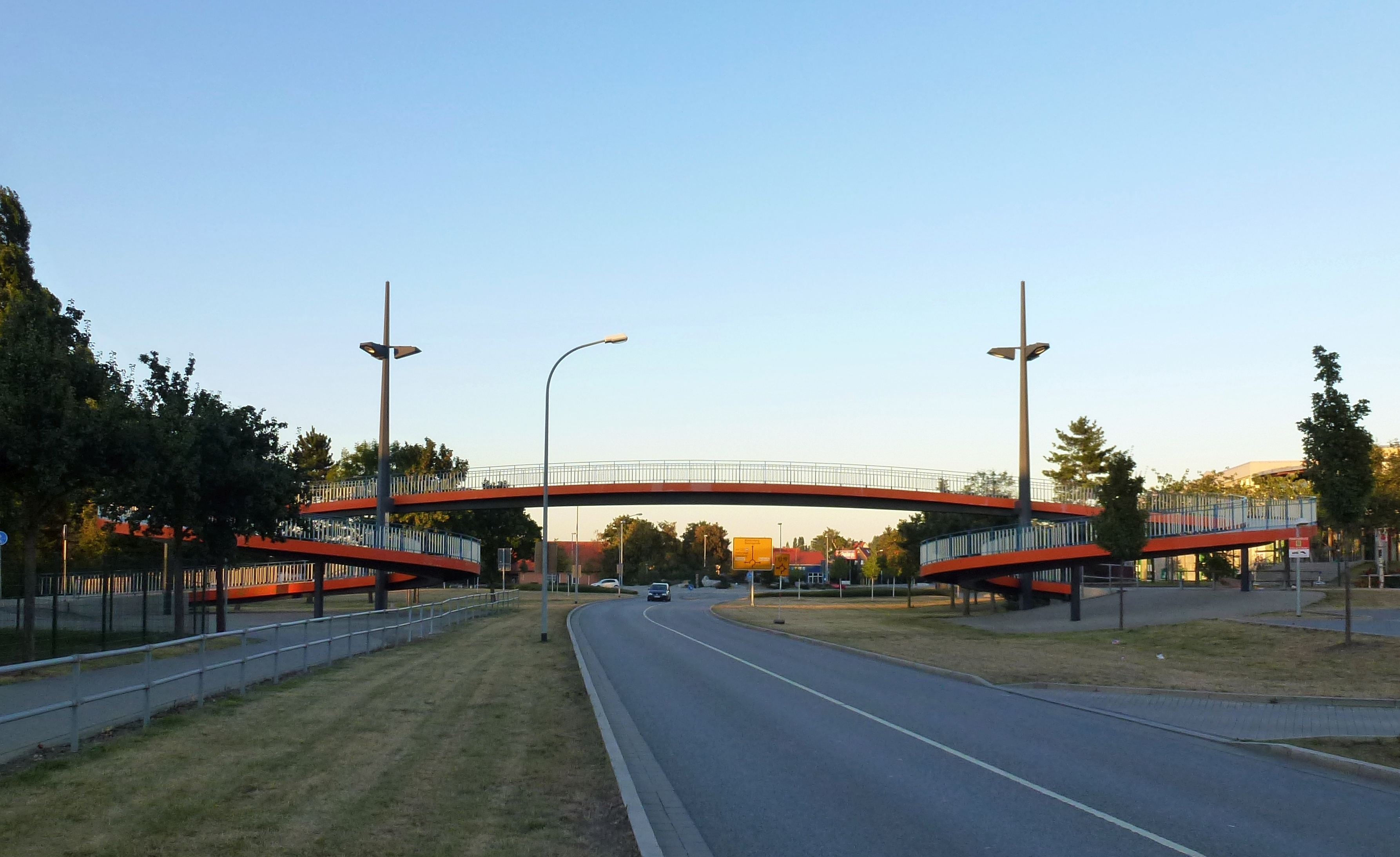
Martin-Kilian-Brücke in Wernigerode (2016)

Die denkmalgeschützte Martin-Kilian-Brücke (im Volksmund Kiliankreisel) in Wernigerode, Landkreis Harz, in Sachsen-Anhalt wird als Fahrrad- und Fußgängerübergang über die Halberstädter Straße zwischen den Wohngebieten Burgbreite und Stadtfeld genutzt.

## Lage
Die Brücke am östlichen Ortseingang von Wernigerode überspannt die Halberstädter Straße, eine der wichtigsten Ausfallstraßen der Stadt.

## Architektur und Geschichte
Die geschwungene Stahlkonstruktion ruht auf zwei Pylonen in Kreiselform, die eine Art von Stadttor bilden. Darüber führt ein Fuß- und Radweg auf Kunstharzbelag.
Die Brücke schuf die Verbindung von der im Neubaugebiet Burgbreite gelegenen POS zur Turnhalle jenseits der stark befahrenen Fernverkehrsstraße 6 (der späteren Bundesstraße 6, heute L 85).
Der Bau wurde auf Initiative des damaligen Bürgermeister Martin Kilian (SED) und des Stadtarchitekten Wolfgang Köhler errichtet. Die Planungen begannen 1974 anlässlich des 25-jährigen Bestehens der DDR. Für die Baukosten standen eine Million Mark der DDR zur Verfügung. An den Entwürfen, die sich nach dem Vorbild einer Stahlbaubrücke in Berlin richteten, war der Konstrukteur Dieter Eilers vom VEB Stahlbau und Montage Wernigerode beteiligt.
Die Bauarbeiten an der Halberstädter Straße begannen zu Jahresbeginn 1977. Am 6. Oktober 1977 – einen Tag vor dem Jahrestag der Gründung der DDR – fand die feierliche Einweihung der Brücke statt.
In Erinnerung an den langjährigen Bürgermeister von Wernigerode verlieh Oberbürgermeister Peter Gaffert (parteilos) der Brücke am 17. November 2016 den Namen Martin-Kilian-Brücke.
Im örtlichen Denkmalverzeichnis ist die Brücke als Baudenkmal unter der Erfassungsnummer 094 25158 verzeichnet.